# 红旗-2中近程防空导弹
红旗-2号地对空导弹是中华人民共和国早年在仿制苏联的S-75（SA-2）的红旗-1号地对空导弹基础上改型而来。着重提高了地对空导弹系统两方面的技术性能：一是在红旗-1的基础上修改弹体结构，增加燃料舱容量，加大前翼面积，调整自动驾驶仪的参数，从而增加导弹射高和斜距，扩大作战区域。第二种是在前者的基础上，进一步改善系统的抗干扰能力和操作性能，提高制导精度。

## 歷史
- 1964年1月，中华人民共和国国防部五院二分院提出在红旗一号导弹的基础上独立研制红旗二号地空导弹的任务。
- 1965年4月，国防工办委托七机部改进设计抗干扰能力强的中高空地空导弹武器系统进行分析论证，确定了研制方案，并明确了研制分工。同时，将这个型号命名为红旗2号导弹，由二院负责导弹总体技术及遥测弹设计试制，任命陈怀瑾为总设计师，李波为副总设计师。
- 1965年5月，中央军委决定加快红旗二号导弹的研制步伐。
- 1965年6月-1966年2月，红旗二号进行7发飞行试验，结果证明设计满足要求。
- 1966年7月-12月，红旗二号两次进行定型飞行试验，第二次取得6发5中的成绩。
- 1967年6月27日，中共中央军委常委第77次会议决定并由毛主席和周总理批准，红旗-2号研制设计定型、投入批量生产。
- 1967年9月8日，中華民國空军U-2偵察機进入中国大陸华东地区，使用了转播干扰手段。中国人民解放军空军地空导弹第14营在红旗二号首次实战中连续发射3枚导弹（前两枚为红旗二号导弹，第三枚为红旗一号导弹），其中，第2枚红旗二号在浙江海宁20500米高空将U-2偵察機击落。
- 1968年1月，地空导弹试验部开展了红旗二号导弹射击高空、高速目标的科研试验。
- 19XX年进行了红旗2号导弹实施拦截空地导弹试验。

## 红旗二号甲/红旗-2A
- 1973年初，中央军委决定对红旗2号导弹进行改型设计，旨在于提高导弹的抗干扰和打击低空目标的能力。
- 1973年8月，国家计委、国防工办下达研制任务，并命名为红旗2号甲（红旗-2A）导弹，徐易任总设计师。
- 1978年至1982年，红旗二号甲导弹先后完成了研制阶段试验、设计定型试验。
- 1984年6月，航空军工产品定型委员会批准红旗2号甲导弹定型。红旗2号甲射程8-34km，作战高度1000-27000m，飞行速度1200m/s，单发命中率73%。
- 1984年10月1日，红旗二号甲在中华人民共和国国庆35周年大阅兵中通过天安门广场。

## 红旗二号乙/红旗-2B

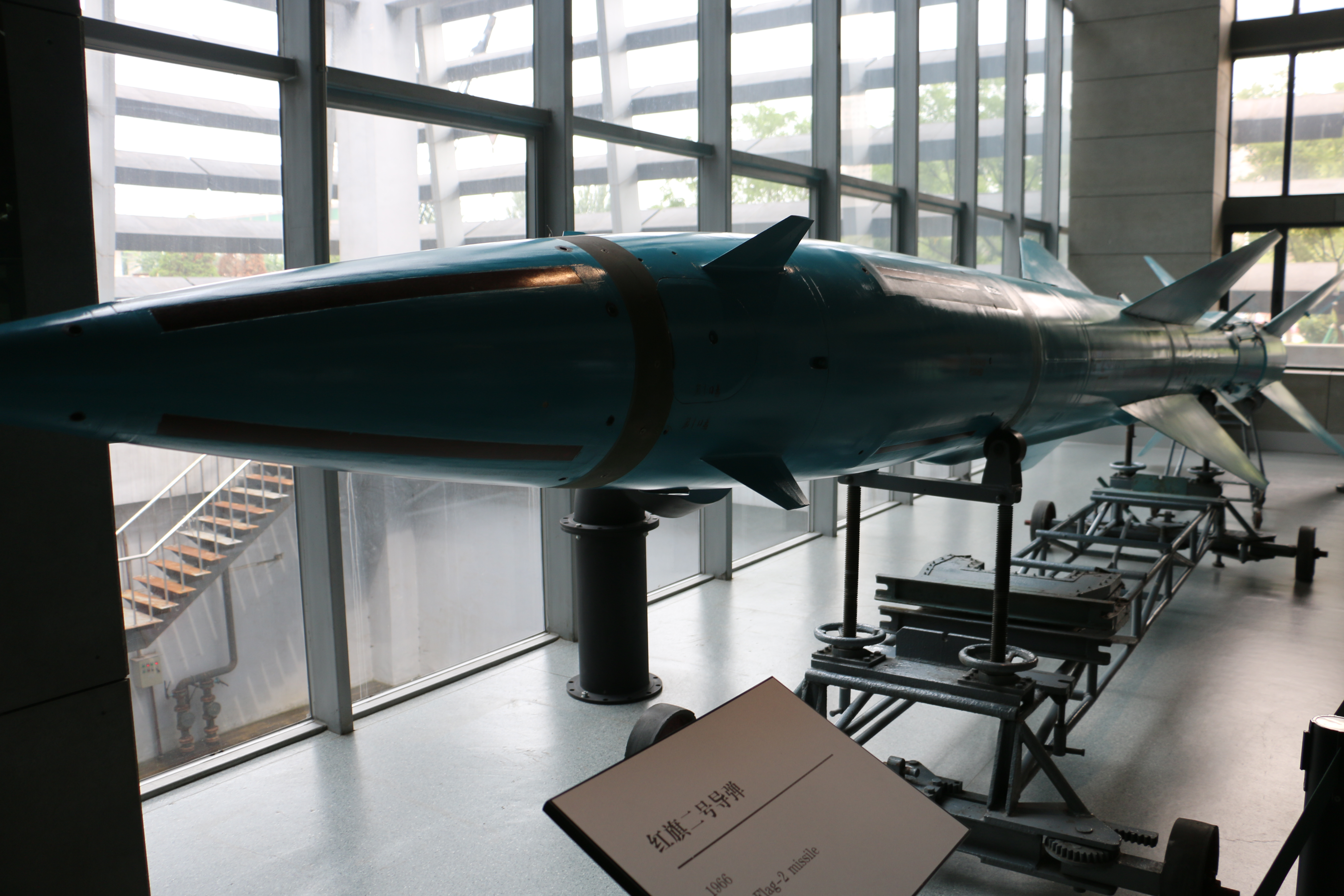
中国工业博物馆馆藏的红旗2导弹实弹

- 中央军委于1978年7月决定对红旗2号飛弹武器系统进一步改进，并命名为红旗2号乙飛弹。旨在减少整个的系统的车辆，改善可操作性，提高抗干扰能力和打击高速机动目标的能力，扩大作战空域及缩短战斗准备时间。
- 1979年6月，中华人民共和国国务院、中央军委正式下达红旗2号乙飛弹的研制任务，陈欣生任总设计师。基本上是紅旗2A原班人马。
- 1979年12月，红旗2号乙飛弹武器系统完成了方案论证
- 1980年至1986年，红旗2号乙飛弹先后进行了履带发射车的实弹射击试验和鉴定飞行试验，均获成功。

技术：
- 改进了引信和战斗部，增强了杀伤力。
- 改进了推进系统，扩大的作战的区域和应付高速目标能力。
- 导弹的抗干扰电路采用了数位电路后，使信号的传送更加准确可靠 ，提高了抗干扰性能。
- 制导站整个指令系统和运算部分都電腦化，提高了系统反应速度。
- 高频测距雷达，电视跟踪系统，和单脉冲雷达的采用提升了系统抗干扰能力，采用了复合導引技术以对付低空高速，高机动并有干扰设备的目标。
- 采用了集中指挥控制的大屏幕图形化操作台，战斗过程一目了然
- 采用了敌我识别设备
- 装备了移动发射架，使HQ-2系统由半固定式转变为半机动作战，极大提高了生存能力。
- 厘米波202相控阵雷达可以指挥一个导弹营的6发飛弹攻击三个不同目标，也可以导引3枚飛弹同时攻击一个目标。
- 对反辐射飛弹可直接去拦截，以硬杀伤的方法摧毁反辐射飛弹。

## 红旗二号乙A/红旗-2B（A）
- 1992年之后，根据解放军空军需求扩展了作战包线、提升抗干扰性能。
- 军地院所针对高原气候特点对红旗二号乙A兵器进行了85项技术改进。
- 参加了1999年的大阅兵。
- 2020年左右完成退役。